# Turza (Lubliniec)
Pour les articles homonymes, voir Turza.
Turza est une localité polonaise de la gmina de Herby, située dans le powiat de Lubliniec en voïvodie de Silésie.